# Lorraine Bracco
Lorraine Bracco (Brooklyn, New York, 1954. október 2. –) amerikai színésznő.
Legismertebb alakításai Karen Hill Martin Scorsese Nagymenőkcímű filmjéből és dr. Jennifer Melfi az HBO Maffiózók című televíziós drámasorozatából. Szerepelt továbbá a TNT 2010-ben indult Született detektívek című sorozatában Angela Rizzolit.

## Fiatalkora és családja

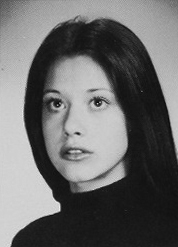
Bracco középiskolai végzősként, 1972-ben

Brooklyn Bay Ridge nevű részében született. Apja, Salvatore Bracco olasz származású halkereskedő, második világháborús veterán, anyja, Eileen (szül. Molyneux; 1926–2010) Angliában született francia szülőktől. Egy húga (Elizabeth Bracco) és egy bátyja (Salvatore Bracco Jr.) van. Anyja a második világháború alatt Angliában ismerkedett össze az ott katonáskodott apjával, majd házasságkötésük után Amerikába költöztek. Bracco gyerekkorát a Long Island-i Westburyben töltötte, 1972-ben a Hicksville Középiskolában (Hicksville High School) érettségizett. A színésznő folyékonyan beszél angolul, franciául és olaszul.

## Színészi pályafutása
1974-ben Franciaországba költözött, ahol modellként Jean-Paul Gaultier-nek dolgozott. Franciaországban ismerkedett meg Lina Wertmüller rendezővel és regényíróval. Az 1970-es évek elején Wertmüller beválogatta a Camorra – A nápolyi kapcsolat című olasz film szereplői közé. Néhány francia nyelvű filmben is szerepelt, illetve a Radio Luxembourg lemezlovasaként is dolgozott. A Crime Story című sorozat egyik epizódjában Paul Guilfoyle túszaként szerepelt. Húga, Elizabeth ugyancsak egy túszt játszott a sorozat pilot epizódjában.
Pályafutásának nagy áttörését a Nagymenőkben alakított maffiózófeleség, Karen Hill megformálása jelentette, amely szerepért Oscar-díjra és Golden Globe-díjra is jelölték. Filmbeli alakítását a Los Angeles-i Filmkritikusok Szövetsége és a Chicagói Filmkritikusok Szövetsége is a legjobb női mellékszereplőnek járó díjjal jutalmazták. Bracco ismertebb filmjei között található a Testőrbőrben, Fiúk az életemből, Egy kosaras naplója, Medicine Man, Radio Flyer - Repül a testvérem és Adatrablók is.
A Maffiózók meghallgatásakor, David Chase eredetileg Carmela Soprano szerepére szerette volna felkérni. Azonban Bracco olvasta a forgatókönyvet, amelyben megtetszett neki dr. Jennifer Melfi pszichiáter szerepe. Mivel Bracco képesnek érezte magát a szerep eljátszására, találkozott a sorozat alkotójával, és rábeszélte őt, hogy adjon egy esélyt a pszichiáternő eljátszásra. Végül megkapta a szerepet, alakítását pedig három Emmy- és egy Golden Globe-jelöléssel ismerte el a filmszakma. 1999-ben és 2001-ben az Emmyt, 2000-ben pedig a Golden Globe-ot is sorozatbeli kolléganője, Edie Falco kapta meg. A 2007-es, legjobb női mellékszereplőnek járó díjra, egy másik sorozatbeli színésztársát, Aida Turturrót is jelölték. (A díjat végül Katherine Heigl kapta meg a Grace klinikában nyújtott alakításáért.)

## Magánélete
Bracco kétszer ment férjhez és vált el. Daniel Guerard francia fodrásszal kötött első házasságából egy lánya (Margaux Guerard, 1979) született. 1982-ben elvált Guerard-tól.
Harvey Keitel színésszel 12 évig volt párkapcsolatban. Közös lányuk, Stella Keitel 1985-ben született. Bracco és Keitel hosszas pereskedésbe kezdtek lányuk felügyeleti joga miatt, aminek eredményeként Bracco depressziós lett, több szerepet is elveszített, illetve kétmillió dollárt költött a perre.
1994-ben férjhez ment Edward James Olmoshoz, akitől 2002-ben vált el.
2006-ban egy vállalattal együttműködve kiadta saját bormárkáját, melyet Bracco Wines néven forgalmazott. A neve alatt futó borokat a Bravo csatornán futó Top Chef főzőműsorban is bemutatta, ahol zsűriként volt jelen. Ugyancsak zsűriként szerepelt a Top Chef: All Stars egyik epizódjában, amely az olasz konyhát mutatta be. A Throwdown! with Bobby Flay című főzőműsor ravioliról szóló részében is vendégzsűriként szerepelt.
Szabadidejében karatézik.

## Filmográfia

### Film
| Év   | Magyar cím                          | Eredeti cím                                                                                            | Szerep                | Magyar hang         |
| ---- | ----------------------------------- | --- | --------------------- | ------------------- |
| 1979 |                                     | Duos sur canapé                                                                                        | Bubble                |                     |
| 1980 |                                     | Mais qu'est-ce que j'ai fait au Bon Dieu pour avoir une femme qui boit dans les cafés avec les hommes? | Barbara               |                     |
| 1981 |                                     | Fais gaffe à la gaffe!                                                                                 | Margaux               |                     |
| 1985 | Camorra – A nápolyi kapcsolat       | Un complicato intrigo di donne, vicoli e delitti                                                       | ismeretlen szerep     |                     |
| 1987 | A nővadász                          | The Pick-up Artist                                                                                     | Carla                 |                     |
| 1987 | Testőrbőrben                        | Someone to Watch Over Me                                                                               | Ellie Keegan          | Szerencsi Éva       |
| 1987 | Testőrbőrben                        | Someone to Watch Over Me                                                                               | Ellie Keegan          | Juhász Róza         |
| 1987 | Testőrbőrben                        | Someone to Watch Over Me                                                                               | Ellie Keegan          | Majsai-Nyilas Tünde |
| 1989 | Az utolsó csengetés                 | Sing                                                                                                   | Miss Lombardo         |                     |
| 1989 | Álomcsapat                          | The Dream Team                                                                                         | Riley                 | Kiss Erika          |
| 1989 |                                     | In una notte di chiaro di luna                                                                         | Sheila                |                     |
| 1989 | A szerelem tengere (törölt jelenet) | Sea of Love                                                                                            | Denice Gruber         |                     |
| 1990 | Nagymenők                           | Goodfellas                                                                                             | Karen Hill            | Simon Mari          |
| 1990 | Nagymenők                           | Goodfellas                                                                                             | Karen Hill            | Hegyi Barbara       |
| 1990 | Nagymenők                           | Goodfellas                                                                                             | Karen Hill            | Tóth Ildikó         |
| 1990 | Nagymenők                           | Goodfellas                                                                                             | Karen Hill            | Kéri Kitty          |
| 1990 | Nagymenők                           | Goodfellas                                                                                             | Karen Hill            | Szórádi Erika       |
| 1990 |                                     | Stranger in the House                                                                                  | ismeretlen szerep     |                     |
| 1991 | Szupercsatár                        | Talent for the Game                                                                                    | Bobbie                | Pápai Erika         |
| 1991 | Szupercsatár                        | Talent for the Game                                                                                    | Bobbie                | Kisfalvi Krisztina  |
| 1991 | Farkangyal                          | Switch                                                                                                 | Sheila Faxton         | Györgyi Anna        |
| 1992 | Medicine Man                        | Medicine Man                                                                                           | Dr. Rae Crane         | Hegyi Barbara       |
| 1992 | Medicine Man                        | Medicine Man                                                                                           | Dr. Rae Crane         | Für Anikó           |
| 1992 | Radio Flyer – Repül a testvérem     | Radio Flyer                                                                                            | Mary                  |                     |
| 1992 | Vérvörös rúzsnyomok                 | Traces of Red                                                                                          | Ellen Schofield       | Spilák Klára        |
| 1992 | Vérvörös rúzsnyomok                 | Traces of Red                                                                                          | Ellen Schofield       | Kökényessy Ági      |
| 1993 | Néha a csajok is úgy vannak vele    | Even Cowgirls Get the Blues                                                                            | Delores Del Ruby      | Csere Ágnes         |
| 1994 | Ember a talpán                      | Being Human                                                                                            | Anna                  | Györgyi Anna        |
| 1995 | Egy kosaras naplója                 | The Basketball Diaries                                                                                 | Jim anyja             | Csere Ágnes         |
| 1995 | Egy kosaras naplója                 | The Basketball Diaries                                                                                 | Jim anyja             | Murányi Tünde       |
| 1995 | Egy kosaras naplója                 | The Basketball Diaries                                                                                 | Jim anyja             | Szitás Barbara      |
| 1995 | Adatrablók                          | Hackers                                                                                                | Margo                 | Incze Ildikó        |
| 1996 |                                     | Les menteurs                                                                                           | Helene Miller         |                     |
| 1997 |                                     | Silent Cradle                                                                                          | Helen Greg            |                     |
| 2000 | Női mosdó                           | Ladies Room                                                                                            | Gemma                 | Csere Ágnes         |
| 2001 | Fiúk az életemből                   | Riding in Cars with Boys                                                                               | Mrs. Teresa Donofrio  | Kiss Mari           |
| 2001 | Csiki-csuki bosszú                  | Tangled                                                                                                | Anne Andersle nyomozó |                     |
| 2003 |                                     | Death of a Dynasty                                                                                     | Enchante, R&B-énekes  |                     |
| 2005 |                                     | Crazy for Love                                                                                         | Sheila                |                     |
| 2011 |                                     | Son of Morning                                                                                         | Leda                  |                     |
| 2012 |                                     | The Bensonhurst Spelling Bee (rövidfilm)                                                               | betűzőverseny bírája  |                     |
| 2014 |                                     | Dissonance (rövidfilm)                                                                                 | Elise                 |                     |
| 2016 |                                     | Monday Nights at Seven                                                                                 | Damian Robertson      |                     |
| 2019 |                                     | Master Maggie (rövidfilm)                                                                              | Master Maggie         |                     |
| 2020 |                                     | A Ring for Christmas                                                                                   | Margaret Moore        |                     |
| 2021 |                                     | The Birthday Cake                                                                                      | Sofia                 |                     |
| 2022 | Pinokkió                            | Disney's Pinocchio                                                                                     | Sofia (hangja)        | Timkó Eszter        |
| 2022 |                                     | Jacir                                                                                                  | Meryl                 |                     |
| 2024 | A szervezet                         | The Union                                                                                              | Lorraine McKenna      | Papadimitriu Athina |
| 2025 | Nagyik                              | Nonnas                                                                                                 | Roberta               | Martin Márta        |

### Televízió
| Év        | Magyar cím                                            | Eredeti cím                        | Szerep                               | Megjegyzések                                              |
| --------- | ----------------------------------------------------- | ---------------------------------- | ------------------------------------ | --------------------------------------------------------- |
| 1980      | Moulin felügyelő                                      | Commissaire Moulin                 | Jenny                                | 1 epizód                                                  |
| 1986      |                                                       | Crime Story                        | túsz                                 | 1 epizód                                                  |
| 1993      | Szélhámosok                                           | Scam                               | Maggie Rohrer                        | - tévéfilm - magyar hangja: - Kocsis Mariann              |
| 1994      | Maffia vadászat                                       | Getting Gotti                      | Diane Giacalone                      | - tévéfilm - magyar hangja: - Farkasinszky Edit           |
| 1996      | Emberrablók                                           | Reckoning                          | Kits Maitland                        | tévéfilm                                                  |
| 1998      | A Pelham 123. járat megállítása (Hajsza a föld alatt) | The Taking of Pelham One Two Three | Ray nyomozó                          | - tévéfilm - magyar hangja: - Andresz Kati - Kocsis Judit |
| 1999–2007 | Maffiózók                                             | The Sopranos                       | Dr. Jennifer Melfi                   | főszereplő (69 epizód)                                    |
| 2000      | Egy modern asszony élete                              | Custody of the Heart               | Claire Raphael                       | tévéfilm                                                  |
| 2001      |                                                       | Sex in Our Century                 | Narrátor                             | tévéfilm                                                  |
| 2005      | Esküdt ellenségek: Az utolsó szó jogán                | Law & Order: Trial by Jury         | Karla Grizano                        | 1 epizód                                                  |
| 2007      | Hógolyó                                               | Snowglobe                          | Rose Moreno                          | tévéfilm                                                  |
| 2008      |                                                       | Long Island Confidential           | Norah Larkin                         | tévéfilm                                                  |
| 2008      | Rúzs és New York                                      | Lipstick Jungle                    | Janice Lasher                        | 2 epizód                                                  |
| 2010      |                                                       | Women Without Men                  | Elaine                               | tévéfilm                                                  |
| 2010      | Esküdt ellenségek: Bűnös szándék                      | Law & Order: Criminal Intent       | Intézetvezető                        | 1 epizód                                                  |
| 2010–2016 | Született detektívek                                  | Rizzoli & Isles                    | Angela Rizzoli                       | főszereplő (101 epizód)                                   |
| 2011      | Maffiózóhoz mentem feleségül                          | I Married a Mobster                | narrátor (hangja)                    | 10 epizód                                                 |
| 2014      |                                                       | Mulaney                            | Vaughn                               | 1 epizód                                                  |
| 2016      | BoJack Horseman                                       | BoJack Horseman                    | Dr. Janet (hangja)                   | 2 epizód                                                  |
| 2017–2018 | Zsaruvér                                              | Blue Bloods                        | Margaret Dutton polgármester asszony | 6 epizód                                                  |
| 2018      | Bűbájtábor                                            | Summer Camp Island                 | Werewolf Queen (hangja)              | 1 epizód                                                  |
| 2020      | AJ és a királynő                                      | AJ and the Queen                   | önmaga                               | 1 epizód                                                  |

## Rendezőként
- 2010: Szerelem és bizalmatlanság (Love & Distrust) - Auto Motives című rész.

## Díjai és elismerései
Munkássága során számos díjat és elismerést kapott.
| Év   | Díj                                             | Kategória | Alkotás címe        | Eredmény |
| ---- | ----------------------------------------------- | --- | ------------------- | -------- |
| 1990 | Los Angeles-i Filmkritikusok Szövetségének díja | Legjobb női mellékszereplő | Nagymenők           | Jelölve  |
| 1990 | New York-i Filmkritikusok Körének díja          | Legjobb női mellékszereplő | Nagymenők           | Jelölve  |
| 1991 | Oscar-díj                                       | Oscar-díj a legjobb női mellékszereplőnek | Nagymenők           | Jelölve  |
| 1991 | Chicagói Filmkritikusok Szövetségének díja      | Legjobb női mellékszereplő | Nagymenők           | Elnyerte |
| 1991 | Golden Globe-díj                                | Legjobb női mellékszereplő | Nagymenők           | Jelölve  |
| 1993 | Arany Málna díj                                 | Legrosszabb női főszereplő | Medicine Man        | Jelölve  |
| 1993 | Arany Málna díj                                 | Legrosszabb női főszereplő | Vérvörös rúzsnyomok | Jelölve  |
| 1999 | Emmy-díj                                        | Legjobb női főszereplő (drámai tévésorozat) | Maffiózók           | Jelölve  |
| 2000 | Golden Globe-díj                                | Legjobb női főszereplő (drámasorozat) | Maffiózók           | Jelölve  |
| 2000 | Emmy-díj                                        | Legjobb női főszereplő (drámai tévésorozat) | Maffiózók           | Jelölve  |
| 2000 | Satellite Award                                 | Legjobb színésznő – dráma sorozat | Maffiózók           | Jelölve  |
| 2000 | Screen Actors Guild-díj                         | Legjobb női színészi alakítás egy drámasorozatban | Maffiózók           | Jelölve  |
| 2000 | Screen Actors Guild-díj                         | Legjobb színtársulati alakítás egy drámasorozatban (megosztva: James Gandolfini, Dominic Chianese, Edie Falco, Robert Iler, Michael Imperioli, Nancy Marchand, Vincent Pastore, Jamie-Lynn Sigler, Tony Sirico, Steven Van Zandt)                                                                                                  | Maffiózók           | Elnyerte |
| 2001 | Golden Globe-díj                                | Legjobb női főszereplő (drámasorozat) | Maffiózók           | Jelölve  |
| 2001 | Emmy-díj                                        | Legjobb női főszereplő (drámai tévésorozat) | Maffiózók           | Jelölve  |
| 2001 | Screen Actors Guild-díj                         | Legjobb színtársulati alakítás egy drámasorozatban (megosztva: James Gandolfini, Dominic Chianese, Drea de Matteo, Edie Falco, Robert Iler, Michael Imperioli, Nancy Marchand, Vincent Pastore, David Proval, Jamie-Lynn Sigler, Tony Sirico, Aida Turturro, Steven Van Zandt)                                                     | Maffiózók           | Jelölve  |
| 2002 | Golden Globe-díj                                | Legjobb női főszereplő (drámasorozat) | Maffiózók           | Jelölve  |
| 2002 | Screen Actors Guild-díj                         | Legjobb női színészi alakítás egy drámasorozatban | Maffiózók           | Jelölve  |
| 2002 | Screen Actors Guild-díj                         | Legjobb színtársulati alakítás egy drámasorozatban (megosztva: James Gandolfini, Federico Castelluccio, Dominic Chianese, Drea de Matteo, Edie Falco, Robert Iler, Michael Imperioli, Joe Pantoliano, Steve Schirripa, Jamie-Lynn Sigler, Tony Sirico, Aida Turturro, Steven Van Zandt, John Ventimiglia)                          | Maffiózók           | Jelölve  |
| 2003 | Screen Actors Guild-díj                         | Legjobb női színészi alakítás egy drámasorozatban | Maffiózók           | Jelölve  |
| 2003 | Screen Actors Guild-díj                         | Legjobb színtársulati alakítás egy drámasorozatban (megosztva: James Gandolfini, Federico Castelluccio, Dominic Chianese, Vincent Curatola, Drea de Matteo, Edie Falco, Robert Iler, Michael Imperioli, Joe Pantoliano, Steve Schirripa, Jamie-Lynn Sigler, Tony Sirico, Aida Turturro, Steven Van Zandt, John Ventimiglia)        | Maffiózók           | Jelölve  |
| 2005 | Screen Actors Guild-díj                         | Legjobb színtársulati alakítás egy drámasorozatban (megosztva: James Gandolfini, Steve Buscemi, Dominic Chianese, Vincent Curatola, Drea de Matteo, Jamie-Lynn Sigler, Edie Falco, Robert Iler, Michael Imperioli, Steve Schirripa, Tony Sirico, Aida Turturro, Steven Van Zandt, John Ventimiglia)                                | Maffiózók           | Jelölve  |
| 2007 | Emmy-díj                                        | Legjobb női mellékszereplő (drámai tévésorozat) | Maffiózók           | Jelölve  |
| 2007 | Screen Actors Guild-díj                         | Legjobb színtársulati alakítás egy drámasorozatban (megosztva: James Gandolfini, Sharon Angela, Max Casella, Dominic Chianese, Edie Falco, Joseph R. Gannascoli, Dan Grimaldi, Robert Iler, Michael Imperioli, Steve Schirripa, Jamie-Lynn Sigler, Tony Sirico, Aida Turturro, Maureen Van Zandt, Steven Van Zandt, Frank Vincent) | Maffiózók           | Jelölve  |
| 2008 | Monte-carlói Televíziós Fesztivál               | Kiváló színésznői alakítás egy drámasorozatban | Maffiózók           | Jelölve  |
| 2008 | Screen Actors Guild-díj                         | Legjobb színtársulati alakítás egy drámasorozatban (megosztva: James Gandolfini, Greg Antonacci, Edie Falco, Dan Grimaldi, Robert Iler, Michael Imperioli, Arthur J. Nascarella, Steve Schirripa, Matt Servitto, Jamie-Lynn Sigler, Tony Sirico, Aida Turturro, Steven Van Zandt, Frank Vincent)                                   | Maffiózók           | Elnyerte |

## Könyvei
- On the Couch (Putnam Adult, 2006) ISBN 0-399-15356-X[9]